# Cibuntu (Ciampea)
Cibuntu is een bestuurslaag in het regentschap Bogor van de provincie West-Java, Indonesië. Cibuntu telt 7402 inwoners (volkstelling 2010).